# سوكولنيكي-لاس
سوكولنيكي-لاس هي قرية في التقسيم الإداري في بلدية أوزوركوف، داخل مقاطعة زغيش في محافظة وودج في وسط بولندا. تقع على بعد حوالي 6 كيلومتر (4 ميل) شرق أوزوركوف، 14 كيلومتر (9 ميل) شمال زجيرز و 22 كيلومتر (14 ميل) شمال العاصمة الإقليمية وودج. 
يبلغ عدد سكان القرية حوالي 340 نسمة.